# Калник (општина)
Калник је насељено место и седиште општине у Копривничко-крижевачкој жупанији, Република Хрватска.

## Историја
У 15. веку Калник постаје власништво српског племића Павла Микшића. Ту су досељавани Срби ратници из Србије, са својим породицама. Разликују се тада Велики и Мали Калник. Крајем тог века долазе ту нови насељеници, Срби из Херцеговине. Њихови предводници су кнезови Владислав и Балша Херцеговић. Пуних 100 година трајало је српско господарење Калником, и то је време када се подижу православне цркве у том пределу званом Калмичко Подгорје.
До територијалне реорганизације у Хрватској налазио се у саставу бивше велике општине Крижевци.

## Становништво
На попису становништва 2011. године, општина Калник је имала 1.351 становника, од чега у самом Калнику 325.

## Попис1991.
На попису становништва 1991. године, насељено место Калник је имало 530 становника, следећег националног састава:
| Попис 1991.‍  | Попис 1991.‍  | Попис 1991.‍ | Попис 1991.‍ | Попис 1991.‍ |
| ------------ | ------------ | ----------- | ----------- | ----------- |
|              |              |             |             |             |
| Хрвати       | Хрвати       |             | 518         | 97,73%      |
| Југословени  | Југословени  |             | 3           | 0,56%       |
| Срби         | Срби         |             | 1           | 0,18%       |
| неопредељени | неопредељени |             | 4           | 0,75%       |
| непознато    | непознато    |             | 4           | 0,75%       |
| укупно: 530  |              |             |             |             |